# Tai Chao-chih
Tai Chao-chih (chiń. 戴兆智; pinyin Dài Zhàozhì; ur. 13 marca 1930, Muyang) – tajwański strzelec, olimpijczyk. 
Brał udział w Letnich Igrzyskach Olimpijskich 1964 (Tokio) i Letnich Igrzyskach Olimpijskich 1968 (Meksyk). Na obu startował tylko w konkurencji karabinu małokalibrowego leżąc z odl. 50 metrów, w których zajmował odpowiednio: 54. i 80. miejsce.

## Wyniki olimpijskie
| Igrzyska | Konkurencja                       | Wynik                           | Miejsce | Źródło |
| -------- | --------------------------------- | ------------------------------- | ------- | ------ |
| IO 1964  | Karabin małokalibrowy leżąc, 50 m | 581 punktów (97-94-97-97-98-98) | 54      | [ 1 ]  |
| IO 1968  | Karabin małokalibrowy leżąc, 50 m | 578 punktów (97-96-97-96-95-97) | 80      | [ 2 ]  |